# Ерік Еріксон (диригент)
Ерік Густаф Еріксон (швед. Eric Gustaf Ericson; нар. 26 жовтня 1918, Бурос, Швеція — пом. 16 лютого 2013, Стокгольм, Швеція) — шведський хоровий диригент та викладач музики. Лауреат багатьох престижних премій, серед яких премія Леоні Соннінга (1991), музична нагорода Північної Ради (1995) та Polar Music Prize (1997). Член Королівської музичної академії Швеції.

## Життєпис
Ерік Еріксон народився у сім'ї пастора і захопився музикою саме завдяки церковній службі. В дитинстві він працював у хлопчачому хорі собору у Вісбю, а згодом навчався в Королівському коледжі музики на органіста. Після навчання в Стокгольмі Еріксон вдосконалював свою майстерність у Швейцарії, Німеччині, Великій Британії та США. У 1945 році він заснував камерний хор, який з 1988 року носить його ім'я.
Окрім роботи з власним хором, Еріксон тривалий час був диригентом хору Шведського радіо (з 1951 по 1982 рік), головним диригентом хору Orphei Drängar в Уппсальському університеті (з 1951 по 1991 рік) та кантором церкви Святого Якуба у Стокгольмі (1949–1974). У 1975 році, будучим диригентом хору Шведського радіо взяв участь у зйомках фільму Інгмара Бергмана «Чарівна флейта». Окрім диригентської діяльності Еріксон займався викладанням, з 1979 року він був професором хорового диригування у Королівському коледжі музики в Стокгольмі. Серед його учнів можна виокремити таких відомих диригентів, як Пер Бурін, Андерс Ебю, Гергард Єнеманн, Карл Ратгебер та інших.
У 1997 році Ерік Еріксон розділив з Брюсом Спринстіном престижну нагороду Polar Music Prize, яка вручається музичним діячам, що зробили значний внесок у розвиток музики.

## Нагороди
- 1961 — член Королівської музичної академії (№ 699)
- 1969 — медаль «Litteris et Artibus»
- 1983 — почесний доктор Уппсальського університету (Швеція)
- 1986 — Хормейстер року (Швеція)
- 1991 — премія Леоні Соннінга
- 1995 — музична нагорода Північної Ради
- 1996 — почесний доктор Альбертського університету (Канада)
- 1997 — Polar Music Prize
- 2002 — премія європейської церковної музики